# Emma Kirkby

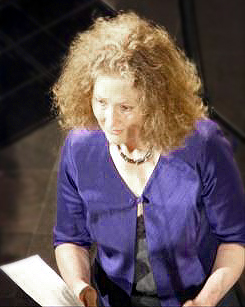
Emma Kirkby, 2007

Dame Emma Carolyn Kirkby, DBE (* 26. Februar 1949 in Camberley) ist eine britische Sängerin (Sopran). Kirkby ist eine Pionierin für die historische Aufführungspraxis der Alten Musik. Ihre Interpretationen der Madrigale von John Dowland und Claudio Monteverdi mit dem Consort of Musicke  gelten in der Alten Musik als Referenzaufnahmen.

## Leben
Emma Kirkby ist eine von zwei Töchtern des britischen Marine-Offiziers Geoffrey John Kirkby und dessen Frau Daphne, geb. Spiller. 1968 begann Emma Kirkby ihr Studium der Altphilologie am Somerville College der University of Oxford und nahm zusätzlich Gesangsunterricht bei Jessica Cash. Danach arbeitete sie für eine kurze Zeit als Lehrerin. Zum Vergnügen sang sie in Chören und kleinen Gruppen. Dabei galt ihre Vorliebe der Renaissance- und Barockmusik.
1971 war sie Gründungsmitglied vom Taverner Choir und 1973 begann ihre lange Zugehörigkeit beim Consort of Musicke.
Ihr Debüt-Konzert hielt sie 1974 in London und spezialisierte sich dann auf historische Aufführungspraxis. Sie machte Aufnahmen mit dem Taverner Choir und der Academy of Ancient Music, zu einer Zeit, als es noch nicht üblich war, die Sopranstimme den Instrumenten Alter Musik anzupassen. Die weltweit gefragte Interpretin arbeitet zudem regelmäßig mit führenden Barock-Ensembles wie dem London Baroque, dem Orchestra of the Age of Enlightenment und der Tafelmusik Toronto zusammen.
2007 wurde Emma Kirkby von Queen Elisabeth II. in den Ritterstand erhoben als „Dame Commander of the Order of the British Empire“ (DBE).
Im Laufe ihres bis heute aktiven Musikerlebens (2019) hat Kirkby etwas mehr als über hundert Platten- und CD-Aufnahmen eingespielt.
In den 1970er-Jahren war sie mit dem Dirigenten Andrew Parrott verheiratet, der auch der Gründer des Alte-Musik-Ensembles Taverner Choir, Consort and Players ist.
Der Lautenist Anthony Rooley wurde in den 1980er-Jahren Kirkbys langjähriger Lebens- und Arbeitspartner und sie hat mit ihm einen Sohn.

## Zitat
“Her uncommonly pure, crystalline voice, deployed with minimal vibrato, her natural declamation, agile coloratura and her sensitivity to words have been widely admired by interpreters of early, Renaissance and Baroque music and have served as a model for many specialists in this repertory.”

„Ihre ungewöhnlich reine, kristalline Stimme, eingesetzt mit minimalem Vibrato, ihre natürliche Deklamation, bewegliche Koloratur und ihr Feingefühl für Worte wurden von Interpreten der Früh-, Renaissance- und Barockmusik weithin bewundert und dienten vielen Spezialisten dieses Repertoires als Vorbild.“

## Diskografie (Auswahl)
– Erscheinungsjahr letzte Zahlenangabe –
- A Feather on the Breath of God|A Feather on the Breath of God. Sequences and hymns. By Abbess Hildegard of Bingen. Gothic voices with Emma Kirkby. (1981) Dirigiert von Christopher Page. Produktion: Hyperion Records, CDA66039, P1984. Aufgenommen in der Kirche St Jude-on-the-Hill, Hampstead. Kirkby wirkt mit in den Werken Columba aspexit und O Ierusalem. Audio-Ausschnitte von Hyperion Records.
- Cataldo Amodei. Emma Kirkby, Sopran; Jakob Lindberg, Theorbe, Erzlaute; Lars Ulrik Mortensen, Cembalo. BIS Records, BIS-CD-1415, P2004
- Arie antiche. Emma Kirkby, Sopran; Anthony Rooley, Laute; Musica Oscura CD 070988, ©1993
- Attilio Ariosti: The Stockholm sonatas III. Recueil de pièces pour la viola d'amour, part 2: Pur al fin gentil. Cantata a voce sola con la viola d’amore. Emma Kirkby, Sopran; Thomas Georgi, Viola d’amore; Lucas Harris, Erzlaute, Gitarre; Mime Yamahiro Brinkmann, Violoncello. BIS Records, BIS-CD-1675, P2008
- Amy Beach: Chanson d'amour. Emma Kirkby, Sopran. The Romantic Chamber Group of London. Produktion: BIS Records, BIS-CD-1245, P2002
- Dr Arne at Vauxhall Gardens. (1988) Emma Kirkby, Sopran; Richard Morton, Tenor; The Parley of Instruments, Roy Goodman, Ltg. Hyperion Records CDA66237, P1988
- Johann Christian Bach: Sacred works. Emma Kirkby, Sopran; Markus Schäfer, Tenor; L’Orfeo Barockorchester, Michi Gaigg, Ltg. cpo CD 999 718-2, P2001
- Bach Cantatas. Ich habe genug, BWV 82; Weichet nur, betrübte Schatten, BWV 202; Wedding Cantatas. Emma Kirkby, Sopran; Taverner Players, Andrew Parrott, Ltg. Hyperion Records CDA66036, P1981
- Johann Sebastian Bach: Early Cantatas, Volume 1. Emma Kirkby, Sopran; Michael Chance, Countertenor; Charles Daniels, Tenor; Peter Harvey, Bass; Purcell Quartet et al. Chandos Records, CD CHAN 0715, P2005
- Johann Sebastian Bach: Cantatas and Concertos. Emma Kirkby, Sopran; Katharina Arfken, Oboe; Freiburger Barockorchester, Gottfried van der Goltz, Violine & Ltg. Carus CD 83.302, P1999
- J. S. Bach. De Occulta Philosophia. Emma Kirkby, Sopran; Carlos Mena, Countertenor; José Miguel Moreno, Laute; Glossa GCD P30107, P1998
- Cephalus & Aurora. Lieder and fortepiano music by Georg (Jiri Antonín) Benda. Emma Kirkby, Sopran; Rufus Müller, Tenor; Timothy Roberts, Fortepiano. Hyperion Records, CDA66649, P1993
- Dieterich Buxtehude: Vocal Music Vol. I. Emma Kirkby; John Holloway, Manfredo Kraemer, Violinen; Jaap ter Linden, Viola da gamba; Lars Ulrik Mortensen, Cembalo, Orgel. Produktion: dacapo CD 8.224062, P1997
- Dieterich Buxtehude: Sacred cantatas 1. Suzie Leblanc, Sopran; Emma Kirkby, Sopran; Peter Harvey, Bass; Purcell Quartet & Clare Salaman, Violine. Chandos CD CHAN 0691, P2003
- Dieterich Buxtehude: Sacred cantatas 2. Emma Kirkby, Sopran; Michael Chance, Countertenor; Charles Daniels, Tenor; Peter Harvey, Bass; Purcell Quartet et al. Chandos CD CHAN 0723, P2005
- John Cooper John Coprario: Funeral teares (1606e): I O thou hast II O sweet flower III O th' unsure hopes IV In darkness let me dwell V My joy is dead VI Deceitful fancy VII A dialogue: Foe of mankind Emma Kirkby, Sopran, in VII mit John York Skinner, Countertenor Consort of Musicke Anthony Rooley (Funeral teares / Consort music) Decca CD 480 2299, P1979 (©2011)
- François Couperin: Trois Leçons de Ténèbres. Judith Nelson, Sopran (1. &. 3. leçon); Emma Kirkby, Sopran (2. & 3. leçon); Jane Ryan, Viola da gamba; Christopher Hogwood, Orgel. L'oiseau-lyre CD 430 283-2, P1977
- Couperin – Delalande. Leçons de Ténèbres. Emma Kirkby, Sopran; Agnès Mellon, Sopran; Charles Medlam, Viola da gamba; Terence Charleston, Orgel; BIS Records, BIS-CD-1575, P2007
- John Dowland. The English Orpheus. Songs for voice and lute. Emma Kirkby, Sopran; Anthony Rooley, Laute & Orpheoreon. Virgin Classics CD, VC 7 90768-2, P1980
- Emma Kirkby. A Portrait. Emma Kirkby, Sopran; Academy of Ancient Music, Christopher Hogwood, Ltg. et al. L’oiseau-lyre CD 443 200-2, ©1994
- Emma Kirkby. The Complete Recitals: 1. The Lady Musick 2. Pastoral Dialogues 3. Amorous Dialogues 4. Duetti da camera 5. Purcell: Songs & Airs 6. J.S. Bach: Coffee and Peasant Cantatas 7. J.S. Bach: Wedding Cantatas 8. Arias by Handel, Arne and Lampe 9. Handel: Italian Cantatas 10. Handel: Italian Cantatas 11. Mozart: Exultate, Jubilate – Motets 12. Mozart: Arias. Mitwirkende u. a. Emma Kirkby, Sopran; Anthony Rooley, Laute; Academy of Ancient Music, Christopher Hogwood, (Ltg.). Produktion: L'oiseau-lyre / Decca CDs 478 7863 DC12, P2015
- Maurice Greene. Songs and Keyboard Works. Emma Kirkby, Sopran; Lars Ulrik Mortensen, Cembalo. Musica Oscura CD 070978, C1995
- Haendel. Aci, Galatea e Polifemo. Serenata a 3 Emma Kirkby Carolyn Watkinson David Thomas London Baroque Charles Medlam HMF CDs HMA 1901 253.254, P1987
- Handel. Opera Arias and Overtures. Emma Kirkby, Sopran; Brandenburg Consort, Roy Goodman, Ltg. Hyperion Records, CDA66860, P1996
- The Artistry of Emma Kirkby. Highligths from the original BIS recordings: Sacred and secular works by Händel, Bach, Böddecker, Couperin, Scarlatti, Ariosti and Amodei and lute songs by Dowland, Robert Johnson, John Blow, Schütz, d’India, Boësset and others BIS-CD-1734/35, ©2009
- Handel. Opera Arias and Overtures - 2. Emma Kirkby, Sopran; Brandenburg Consort, Roy Goodman, Ltg. Hyperion Records, CDA67128, P2000
- Handel. The Rival Queens. Opera Arias and Duets. Catherine Bott, Sopran; Emma Kirkby, Sopran; Brandenburg Consort, Roy Goodman, Ltg. Hyperion Records, CDA66950, P1997
- Händel: Sacred Cantatas. Emma Kirkby, Sopran; London Baroque, Charles Medlam, Ltg. BIS Records, BIS-CD-1065, P2001
- Handel – Abel – Arne – Boyce: A Vauxhall Gardens Entertainment. (1989) Emma Kirkby, Sopran; London Baroque, Charles Medlam, Ltg. EMI CDC 7 49799 2, P1989
- George Frideric Handel: Deutsche Arien Emma Kirkby, Sopran. London Baroque. EMI CDC 7 49256 2 (P1985)
- Georg Friedrich Händel Neun deutsche Arien / Gloria Emma Kirkby, Sopran London Baroque BIS-CD-1615 (P2009)
- Handel in Italy: Solo Cantatas. Emma Kirkby, Sopran. London Baroque, BIS Records, BIS-SACD-1695, P2008
- Tobias Hume: The Spirit of Gambo. Emma Kirkby, Sopran; Labyrinto, Paolo Pandolfo, Ltg. Glossa GCD C80402, ©2008
- Robert Johnson Shakespeare’s lutenist. Emma Kirkby, Sopran; David Thomas, Bass; Anthony Rooley, Laute. Virgin Classics CD VC 7 59321 2, P1993
- Robert Jones The Muses Gardin. Lute Songs. Emma Kirkby, Sopran; Anthony Rooley, Laute. L’oiseau-lyre CD VC 7 91212-2, P1991
- Klassizistische Moderne II. Emma Kirkby, Sopran; Kammerorchester Basel, Christopher Hogwood, Ltg. Arte Nova CD 74321 92650 2, P2002
- Madrigals and wedding songs for Diana. Emma Kirkby, Sopran; David Thomas, Bass; Consort of Musicke, Anthony Rooley, Ltg. Hyperion Records LP A66019 & CDA66019, P1981
- Montéclair: Cantates à voix seule. Emma Kirkby, Sopran; London Baroque. BIS Records, BIS-CD-1865
- Monteverdi. Selva morale e spirituale / Missae et psalmi. Emma Kirkby, Sopran et al. Barock-Ensemble Stuttgart, Frieder Bernius, Ltg. Astoria CDs 90032/34, P1982; P1983; P1984
- Sacred vocal music of Claudio Monteverdi. Emma Kirkby, Sopran; Ian Partridge, Tenor; David Thomas, Bass; Parley of Instruments Roy Goodman/Peter Holman, Ltg.  Hyperion Records, CDA66021, P1985
- Emma Kirkby & Evelyn Tubb sing Monteverdi Duets and Solos with the Consort of Musicke. Emma Kirkby & Evelyn Tubb, Sopran; Consort of Musicke, Anthony Rooley, Ltg. IMP Classics PCD 881, P1987
- O tuneful voice. Songs and duets from late 18th century London. Emma Kirkby, Sopran; Rufus Müller, Tenor; Frances Kelly, Harfe; Timothy Roberts, Cembalo; Hyperion Records, CDA 66497, P1991
- Olympia’s lament. Emma Kirkby, Sopran; Anthony Rooley, Chitarrone. Hyperion Records, CDA66106, P1984
- Orpheus in England. Songs and lute solos by John Dowland and Henry Purcell Emma Kirkby, Sopran London Baroque BIS-CD-1725, P2010
- Johann Pachelbel: Arien & Concerti. Emma Kirkby, Sopran; Kai Wessel, Countertenor; Jan Kobow, Tenor; Klaus Mertens, Bass; Michael Maisch, Trompete; Andrea Baur, Chitarrone London Baroque. Cavalli Records CCD 332, ©2006
- Pergolesi / Vivaldi. Stabat mater / Salve regina. Emma Kirkby, Sopran; James Bowman, Countertenor; Academy of Ancient Music, Christopher Hogwood, Ltg. L’oiseau-lyre CD 480 4220, P2010
- Henry Purcell Music for a while. Emma Kirkby, Catherine Bott, Elisabeth Lane, Judith Nelson, Sopran; James Bowman, Countertenor; Martyn Hill, Tenor; David Thomas, Christopher Keyte, Bass; Taverner Choir, Academy of Ancient Music et al. Christopher Hogwood, Ltg. L’oiseau-lyre CD 443 195-2, ©1994
- Henry Purcell: Songs and dialogues. Emma Kirkby, Sopran; David Thomas, Bass; Anthony Rooley, Laute. Helios CDH55065, P1982
- salzburg barock. Musik am Hof der Fürsterzbischöfe. Emma Kirkby, Sopran. Bell’arte Salzburg, Annegret Siedel, Ltg. Produktion: Berlin Classics, CD 0300120BC, P2011
- Sound the trumpets from shore to shore. Emma Kirkby, Sopran; Evelyn Tubb, Sopran; The English Trumpet Virtuosi. Musica Oscura CD 070979, ©1995
- Alessandro Stradella: L'anime del Purgatorio. Emma Kirkby, Angelo (Sopran); David Thomas, Lucifero (Baß); Evelyn Tubb, Un'anima (Sopran); Richard Wistreich Un'amima (Baß); The Consort of Musicke, Anthony Rooley, Ltg. 4 weitere Werke: Quando mai vi stancherete. Kantate; Sarà ver ch'io mai disciolga. Duett; Fulmini quanto sà. Duett; Ardo, sospiro e piango. Duett. Emma Kirkby, Sopran (1-4); David Thomas, Baß (2-4); The Consort of Musicke; Anthony Rooley, Ltg. Musica Oscura CD  Favola in Musica 070984, ©1994
- The Queen’s music. Italian duets and trios by Giacomo Carissimi, Luigi Rossi, Antonio Cesti and others. Emma Kirkby, Sopran; Peter Harvey, Bariton; Mime Yamahiro Brinkmann, Violoncello; Lars Ulrik Mortensen, Cembalo. BIS Records, BIS-CD-1715, P2010
- Time stands still. Lute songs on the theme of mutability and metamorphosis by John Dowland and his contemporaries. Emma Kirkby, Sopran; Anthony Rooley, Laute. Hyperion Records, CDA66186, P1986
- Una „Stravaganza“ dei Medici. Intermedi (1589) per „La pellegrina“. Tessa Bonner, Sopran; Emma Kirkby, Sopran; Emily Van Evera, Sopran; Nigel Rogers, Tenor; Taverner Consort, Taverner Choir, Taverner Players, Andrew Parrott, Ltg. EMI CDC 747998-2, P1988
- Vivaldi: Gloria / Motets / Cantatas. Emma Kirkby, Sopran; Judith Nelson, Sopran; Catherine Bott, Sopran; Carolyn Watkinson, Alt; James Bowman, Countertenor; Choir of Christ Church Cathedral, Oxford Academy of Ancient Music, Simon Preston, Ltg. / New London Consort Philip Pickett, Ltg. l'oiseau-lyre CDs 455 727-2, ©1997
- Vivaldi: Cantatas, Concertos & Magnificat. Emma Kirkby, Sopran Tafelmusik Baroque Orchestra Toronto, Jeanne Lamon, Ltg. Hyperion Records CDA66247, P1987
- Vivaldi: Opera arias and sinfonias. Emma Kirkby, Sopran. Brandenburg Consort, Roy Goodman, Ltg. Hyperion Records, CDA66745, P1994

## Auszeichnungen
- 1997: Händelpreis der Stadt Halle
- 2007: Dame Commander of the Order of the British Empire[13]
- 2008: Ehrendoktor der Universität Oxford[8]
- 2010: Her Majesty’s Medal for Music[14]